# Espigão d'Oeste
Espigão d'Oeste är en kommun i Brasilien.   Den ligger i delstaten Rondônia, i den centrala delen av landet, 1 500 km väster om huvudstaden Brasília. Antalet invånare är 28 741.
Omgivningarna runt Espigão d'Oeste är huvudsakligen savann. Runt Espigão d'Oeste är det mycket glesbefolkat, med 5 invånare per kvadratkilometer.